# Cantius
A Cantius az emlősök (Mammalia) osztályának a főemlősök (Primates) rendjébe, ezen belül a Notharctidae családjába tartozó kihalt nem.

## Tudnivalók
A Cantius-fajok Észak-Amerika területén éltek, az eocén kor első felében.

## Rendszerezés
A nembe az alábbi 9 faj tartozik:
- Cantius abditus Gingerich & Simons, 1977
- Cantius angulatus Cope, 1875
- Cantius frugivorus (Cope, 1875)
- Cantius mckennai Gingerich & Simons 1977
- Cantius nunienus Cope, 1881
- Cantius ralstoni Matthew, 1915
- Cantius simonsi Gunnell, 2002
- Cantius torresi Gingerich, 1986
- Cantius trigonodus Matthew, 1915

## Fordítás
Ez a szócikk részben vagy egészben  a   Cantius című angol Wikipédia-szócikk ezen változatának fordításán alapul.  Az eredeti cikk szerkesztőit annak laptörténete sorolja fel. Ez a jelzés csupán a megfogalmazás eredetét és a szerzői jogokat jelzi, nem szolgál a cikkben szereplő információk forrásmegjelöléseként.